# 千山风景区
千山风景区是中华人民共和国辽宁省鞍山市铁东区的一个类似乡级单位。

## 行政区划
下辖以下地区：
韩家裕高山社区、庙尔台千医社区、上石桥社区、倪家台汤池社区、倪家台村、庙尔台村、韩家峪村和上石桥村。